# Pocomoke City (Maryland)
Pocomoke City es una ciudad ubicada en el condado de Worcester en el estado estadounidense de Maryland. En el año 2010 tenía una población de 4184 habitantes y una densidad poblacional de 492,24 personas por km².

## Geografía
Pocomoke City se encuentra ubicado en las coordenadas 38°4′8″N 75°33′42″O / 38.06889, -75.56167.

## Demografía
Según la Oficina del Censo en 2000 los ingresos medios por hogar en la localidad eran de $28.938 y los ingresos medios por familia eran $34.722. Los hombres tenían unos ingresos medios de $32.175 frente a los $19.362 para las mujeres. La renta per cápita para la localidad era de $17.301. Alrededor del 18,3% de la población estaba por debajo del umbral de pobreza.